# Rhein-Lahn-Kreis
Rhein-Lahn-Kreis là một huyện (Kreis) ở phía đông Rheinland-Pfalz, Đức. Các huyện giáp ranh (từ phía bắc theo chiều kim đồng hồ) là: Westerwaldkreis, Limburg-Weilburg, Rheingau-Taunus, Mainz-Bingen, Rhein-Hunsrück, Mayen-Koblenz, và thành phố không thuộc huyện, Koblenz.

## Lịch sử
Cùng với hội nghị Vienna, khu vực này đã được đưa vào xứ công tước Nassau. Khi Nassau mất độc lập năm 1866, khu vực này được chuyển sang Phổ, vào năm 1867 chính quyền Phổ đã lập Regierungsbezirk Wiesbaden, trong đó có hai huyện Rheingau và Unterlahn. Huyện Rheingau đã trở thành huyện St. Goarshausen vào năm 1885. Vào năm 1969, hai huyện đã được hợp nhất để lập huyện mới Rhein-Lahn.

## Địa lý
Tên của huyện đã nêu lên tên hai con sông lớn nhất chảy qua huyện này. Sông Rhine tạo thành ranh giới phía tây, còn sông Lahn chảy ở phía bắc huyện cho đến khi đổ vào sông Rhine gần Lahnstein. phía nam huyện là các đồi Taunus.

## Thị xã và đô thị
| Thị xã không thuộc Verband |
| -------------------------- |
| 1. Lahnstein               |

| Verbandsgemeinden | Verbandsgemeinden | Verbandsgemeinden |
| --- | --- | --- |
| - 1. Bad Ems 1. Arzbach 2. Bad Ems1, 2 3. Becheln 4. Dausenau 5. Fachbach 6. Frücht 7. Kemmenau 8. Miellen 9. Nievern - 2. Braubach 1. Braubach1, 2 2. Dachsenhausen 3. Filsen 4. Kamp-Bornhofen 5. Osterspai - 3. Diez 1. Altendiez 2. Aull 3. Balduinstein 4. Birlenbach 5. Charlottenberg 6. Cramberg 7. Diez1, 2 8. Dörnberg 9. Eppenrod 10. Geilnau 11. Gückingen 12. Hambach 13. Heistenbach 14. Hirschberg 15. Holzappel 16. Holzheim 17. Horhausen 18. Isselbach 19. Langenscheid 20. Laurenburg 21. Scheidt 22. Steinsberg 23. Wasenbach | - 4. Hahnstätten 1. Burgschwalbach 2. Flacht 3. Hahnstätten1 4. Kaltenholzhausen 5. Lohrheim 6. Mudershausen 7. Netzbach 8. Niederneisen 9. Oberneisen 10. Schiesheim - 5. Katzenelnbogen 1. Allendorf 2. Berghausen 3. Berndroth 4. Biebrich 5. Bremberg 6. Dörsdorf 7. Ebertshausen 8. Eisighofen 9. Ergeshausen 10. Gutenacker 11. Herold 12. Katzenelnbogen1, 2 13. Klingelbach 14. Kördorf 15. Mittelfischbach 16. Niedertiefenbach 17. Oberfischbach 18. Reckenroth 19. Rettert 20. Roth 21. Schönborn - 6. Loreley 1. Auel 2. Bornich 3. Dahlheim 4. Dörscheid 5. Kaub2 6. Kestert 7. Lierschied 8. Lykershausen 9. Nochern 10. Patersberg 11. Prath 12. Reichenberg 13. Reitzenhain 14. Sankt Goarshausen1, 2 15. Sauerthal 16. Weisel 17. Weyer | - 7. Nassau 1. Attenhausen 2. Dessighofen 3. Dienethal 4. Dornholzhausen 5. Geisig 6. Hömberg 7. Lollschied 8. Misselberg 9. Nassau1, 2 10. Obernhof 11. Oberwies 12. Pohl 13. Schweighausen 14. Seelbach 15. Singhofen 16. Sulzbach 17. Weinähr 18. Winden 19. Zimmerschied - 8. Nastätten 1. Berg 2. Bettendorf 3. Bogel 4. Buch 5. Diethardt 6. Ehr 7. Endlichhofen 8. Eschbach 9. Gemmerich 10. Hainau 11. Himmighofen 12. Holzhausen an der Haide 13. Hunzel 14. Kasdorf 15. Kehlbach 16. Lautert 17. Lipporn 18. Marienfels 19. Miehlen 20. Nastätten1, 2 21. Niederbachheim 22. Niederwallmenach 23. Oberbachheim 24. Obertiefenbach 25. Oberwallmenach 26. Oelsberg 27. Rettershain 28. Ruppertshofen 29. Strüth 30. Weidenbach 31. Welterod 32. Winterwerb |
| 1thủ phủ của Verbandsgemeinde; 2town | | |